# PresseClub München
Koordinaten: 48° 8′ 12,7″ N, 11° 34′ 31,4″ O
Der PresseClub München ist ein eingetragener Verein aus München. Er richtet jährlich bis zu 300 Veranstaltungen aus (2022: 134 Veranstaltungen). Der Verein wurde am 16. März 1950 unter dem Namen Verein Auswärtige Presse in München gegründet und ist damit eines der traditionsreichsten Mediennetzwerke in Deutschland. Der Presseclub in München hat nach eigenen Angaben 590 Mitglieder, zuzüglich 289 Nachwuchsjournalisten.

## Geschichte
Die Nachkriegsgründung hatte bereits einen in der Weimarer Republik aktiven Vorläufer, den Verein Auswärtige Presse, der „die Gesamtheit aller in München tätigen Korrespondenten auswärtiger Zeitungen vertritt“. Er nahm in der von reichsfeindlichem bayerischen Partikularismus und reaktionärer Politik der „Ordnungszelle Bayern“ geprägten Zeit Anfang der Zwanziger Jahre mehrmals eine kritische Haltung gegen die autoritäre Pressepolitik der Landesregierung ein. 1922 wurde der erste Vorsitzende des Vereins, Karl Heinz Lembke, Korrespondent der konservativen Deutschen Allgemeinen Zeitung aus Berlin, wegen Landesverrat verhaftet. Ein Jahr später, während des Ausnahmezustands der „Diktatur“ des Generalstaatskommissars Gustav von Kahr, veröffentlichte der Verein eine reichsweit bekannt gewordene Protesterklärung, als die der SPD und linksliberalen DDP nahestehenden Zeitungen von Pressekonferenzen ausgeschlossen wurden. Vorsitzender bis 1934 war Karl Frieß, danach der den Nationalsozialisten genehme Korrespondent der Deutschen Allgemeinen Zeitung, Alfred Detig.
Nach dem Krieg schlossen sich 41 Journalisten am 2. August 1948 zur Arbeitsgemeinschaft Auswärtige Presse im Verband der Berufsjournalisten in Bayern (heute: Bayerischer Journalisten-Verband) zusammen. Es kam am 16. März 1950 zur Vereinsgründung des Vereins Auswärtige Presse, worauf sich die Presseleute im Kaffee- und Weinhaus Kroll am Münchner Lenbachplatz 7a trafen, einer Zeit im zerbombten München, in der Papier und Schreibmaschinen Mangelware waren. Das Weinhaus Kroll musste dem BMW-Pavillon (seit 2019: MINI-Pavillon) weichen. Der Verein bezog deshalb 1951 erstmals eigene Büroräume im Regina-Palast-Hotel am Maximiliansplatz 5, bis er 1958 schließlich im Peterhof, einem Gastronomie- und Hotelbetrieb, (benannt nach dem in unmittelbarer Nähe befindlichen Alten Peter, der ältesten Münchener Pfarrkirche) am Marienplatz 22 sesshaft wurde, das durch den Bauherrn Hackerbräu errichtet wurde. Anfang des 20. Jahrhunderts trug das Gebäude vor einer Umnummerierung nach dem Krieg noch die Hausnummer 26. In den ersten Jahrzehnten nach dem Krieg dienten die Räume vor allem als Arbeitszimmer der Journalisten, in dem wegen der mechanischen Schreibmaschinen, Fernschreiber und Telefone ein hoher Lärmpegel herrschte. Erst mit dem digitalen Zeitalter in den 1980er Jahren kehrte mehr Ruhe ein.

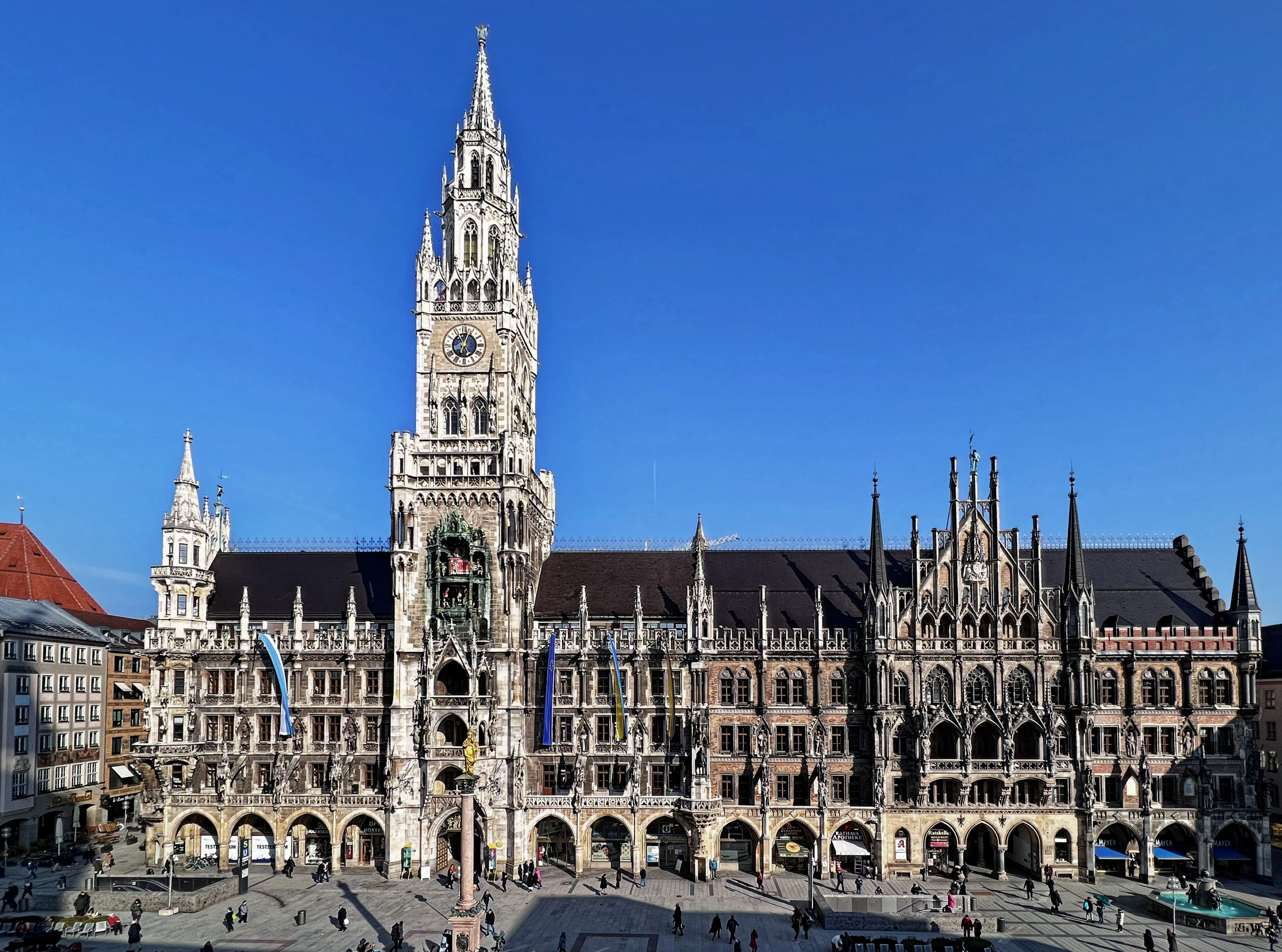
Blick vom PresseClub auf den Marienplatz, die Mariensäule und das Neue Rathaus.

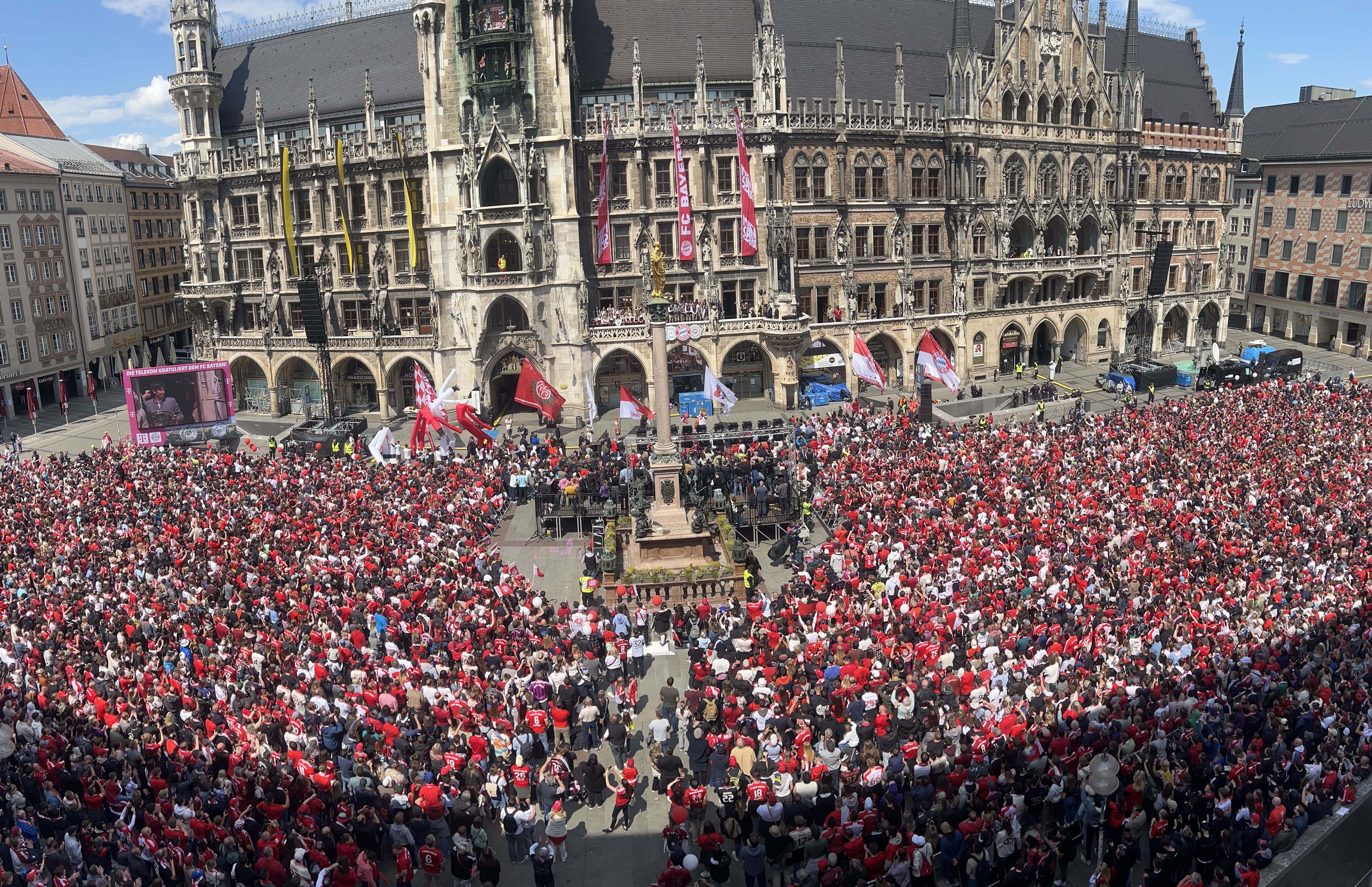
Blick vom Presseclub auf die Meisterschaftsfeier 2025 des FC Bayern am Münchner Marienplatz

Immer wieder war der Club zu temporären Umzügen gezwungen. Während einer ersten Gebäudesanierung 1978/79 war die Geschäftsstelle übergangsweise im Traditionsgasthof „Donisl“ am Marienplatz (Weinstraße 1) untergebracht. Veranstaltungen fanden im Rathaus statt. Seit 1979, dem Einzug von Hugendubel, dem ersten Buchkaufhaus in Deutschland, heißt das Gebäude im Volksmund Hugendubel-Haus. Für die Zeit des nächsten Umbaus ab 1995 hatte der PresseClub für knapp zwei Jahre Gastrecht in den Räumen der Bayerischen Landesbausparkasse (LBS Bayern) in der Arnulfstraße 50, neben dem Hauptgebäude des Bayerischen Rundfunks. Ab 2001 war er im 6. Stock des Hugendubel-Hauses untergebracht. Während einer weiteren, 1,5-jährigen Umbauzeit von März 2016 bis Sommer 2017, in der das Gebäude kernsaniert wurde, bezog der PresseClub in unmittelbarer Nachbarschaft ein Ausweichquartier im Tal 12, in ehemaligen Räumlichkeiten eines Notariats. Seit der Kernsanierung residiert er im 4. Stock des Gebäudes. Der aktuelle Mietvertrag läuft bis 2032.
Maßgeblich haben vier Personen den PresseClub geprägt. Zum einen Georg Wulffius, der 23 Jahre lang Vorsitzender war und zum anderen Norbert Matern, der zunächst Stellvertreter von Wulffius war und ihm für 16 Jahre als Vorsitzender folgte. Acht Jahre lang war danach Ruthart Tresselt Vorsitzender, gefolgt von Peter Schmalz, allesamt Träger des Bayerischen Verdienstordens, dem zweithöchsten Orden des Freistaates Bayern.

## Ziele
Der Club versteht sich als Plattform für den Austausch zwischen Medienschaffenden und Vertretern aus Politik, Wissenschaft, Wirtschaft, Kirchen, Kultur und Sport – durch Pressekonferenzen, Hintergrundgespräche oder Diskussionsrunden. Dazu zählten Hildegard Knef, Franz Josef Strauß, Hans-Dietrich Genscher, Olof Palme, August Everding, Mario Adorf, Willy Brandt, Hans Ehard, Gerhard Schröder oder Helmut Kohl. Eine Auswahl aus den zahlreichen prominenten Gästen aus dem In- und Ausland sind in einer Galerie des PresseClubs abrufbar. Hierzu gehören Staats-, Bundes- und Ministerpräsidenten, Bundeskanzler und Minister, Kardinäle und Künstler, Nobelpreisträger, Wissenschaftler und Wirtschaftsbosse. Als Medienstandort ist München von deutschlandweiter Bedeutung. Hier haben mit 250 Verlagen weltweit nach New York die meisten Verlage ihren Sitz. Der PresseClub ist dem Qualitätsjournalismus verpflichtet. Er pflegt ein Mentoring-Projekt für den journalistischen Nachwuchs. Nachdem sogenannte Influencer und Blogger zunehmend Reichweite erzeugen, wurde unter dem Dach des PresseClubs der erste deutsche Blogger-Club gegründet, damit auch Privatpersonen und journalistische Laien journalistische Grundregeln respektieren lernen. Hierzu gehören Workshops über das „Zwei-Quellen-Prinzip“, die Trennung von Meinung und Information und insbesondere die Transparenz über bezahlte Inhalte und Werbung. Die vielen tausend Veranstaltungen, die zu entsprechender Berichterstattung in Presse, Rundfunk und Fernsehen geführt haben, sind in einem Archiv, das in das Jahr 2007 zurückreicht, abrufbar. Die Veranstaltungen werden teilweise per Livestream übertragen und können auch im Nachhinein auf YouTube angesehen werden. Als internationaler Club richtet er sich auch an ausländische Journalisten. Medienschaffende benötigen zur Aufnahme zwei PresseClub-Mitglieder als Bürgen.

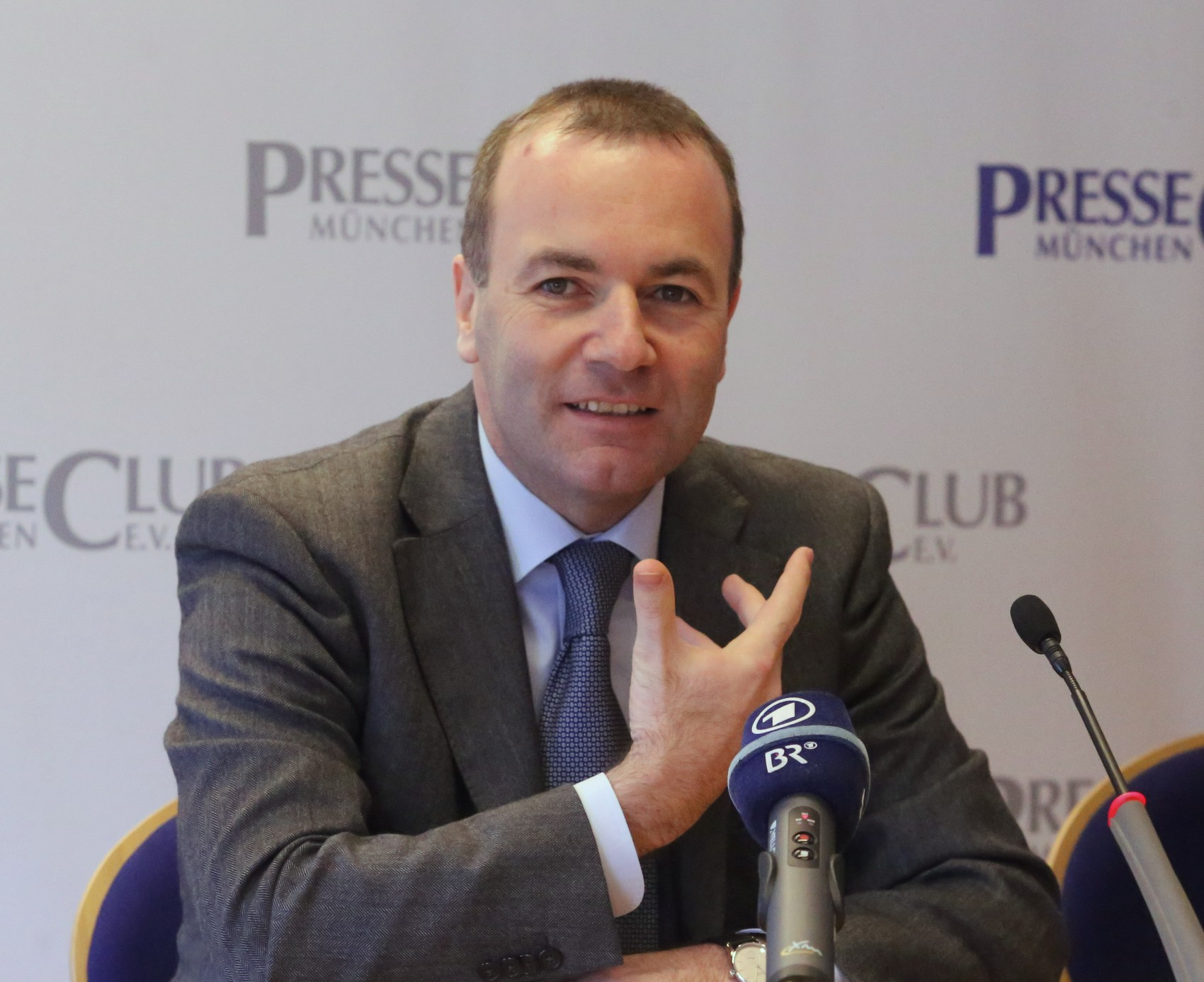
Manfred Weber, Vorsitzender der Europäischen Volkspartei (EVP, 2016)
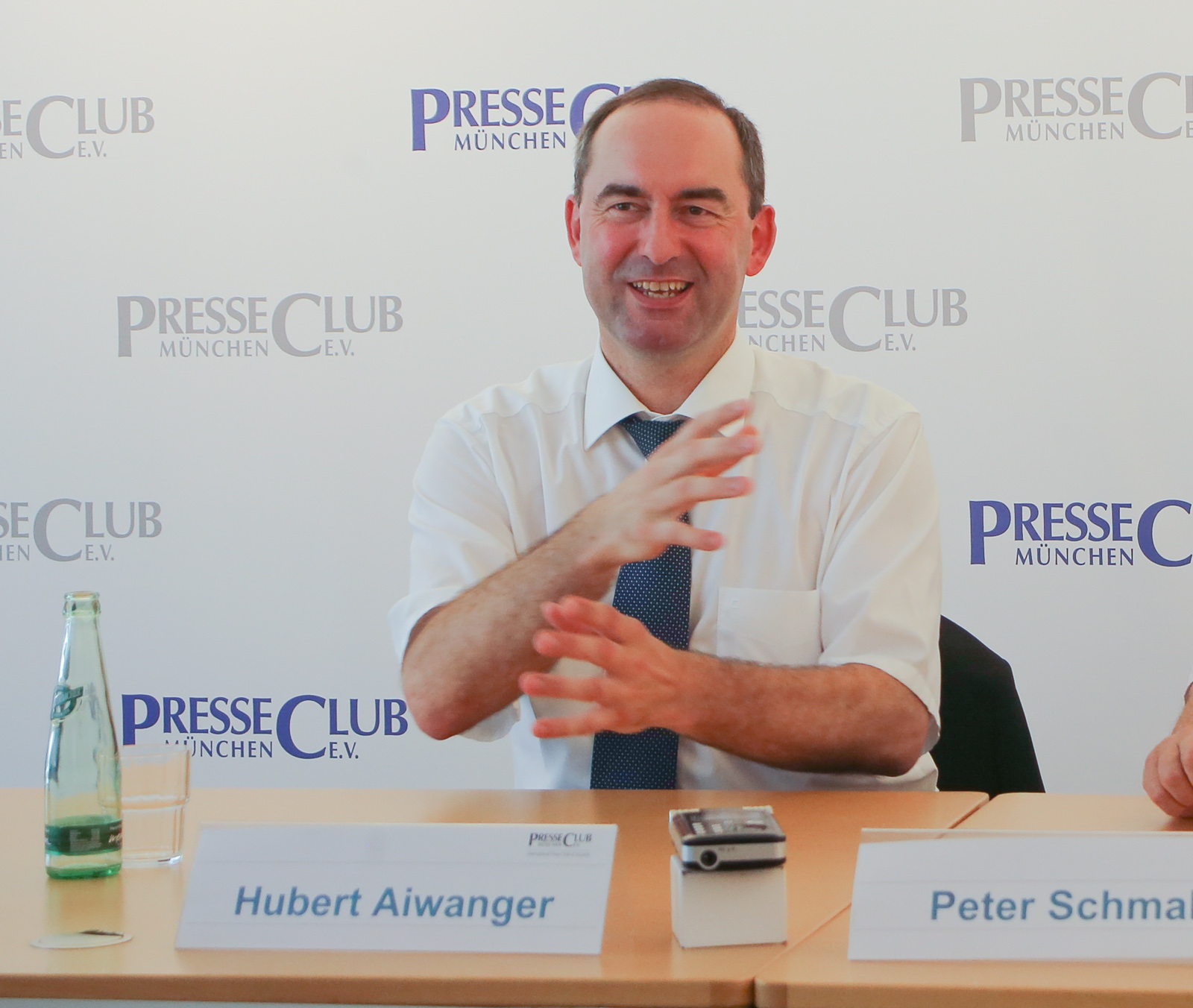
Hubert Aiwanger, Vorsitzender der Partei der Freien Wähler (2016)
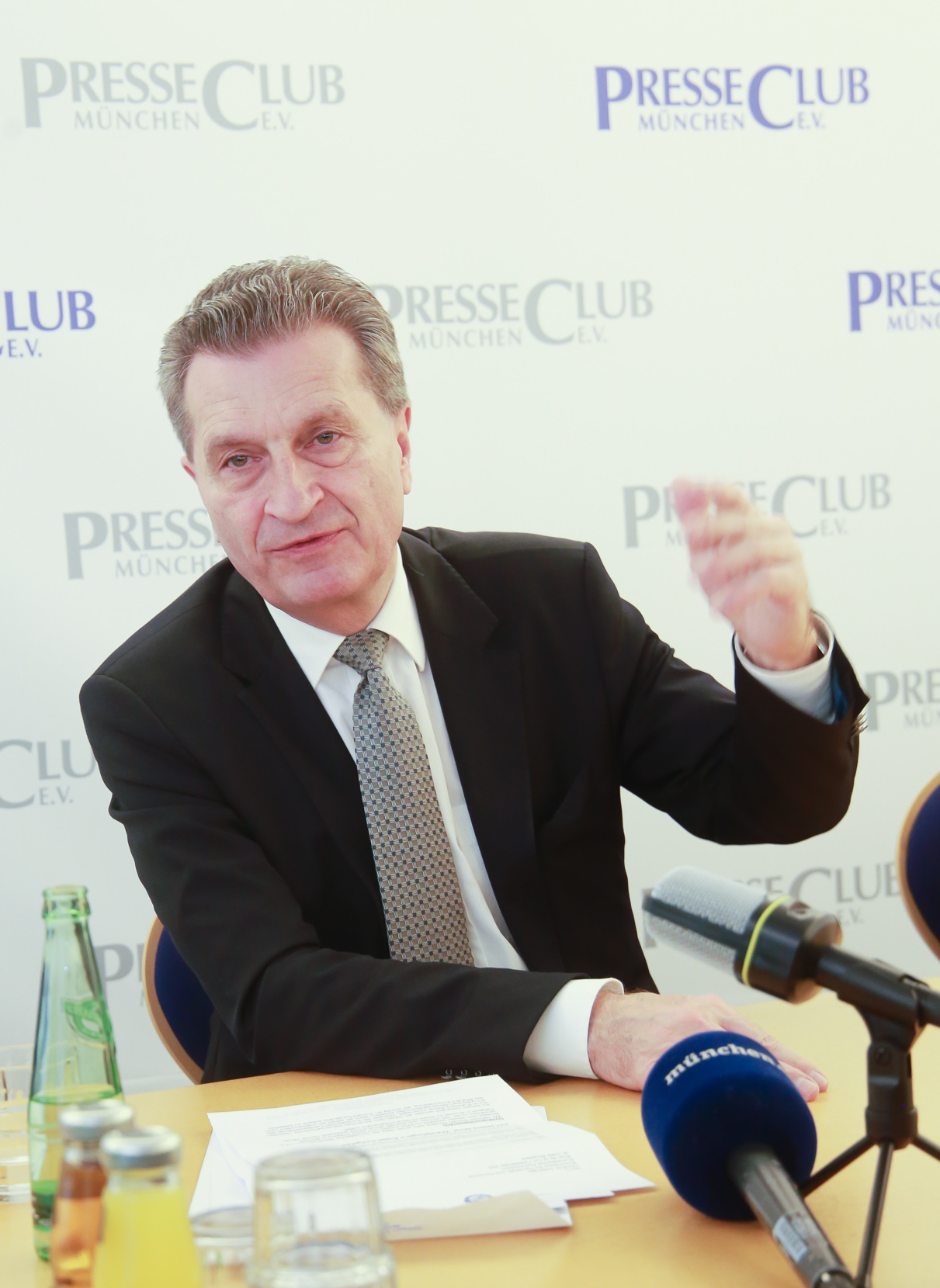
Günther Oettinger, EU-Kommissar für Haushalt und Personal (2017)
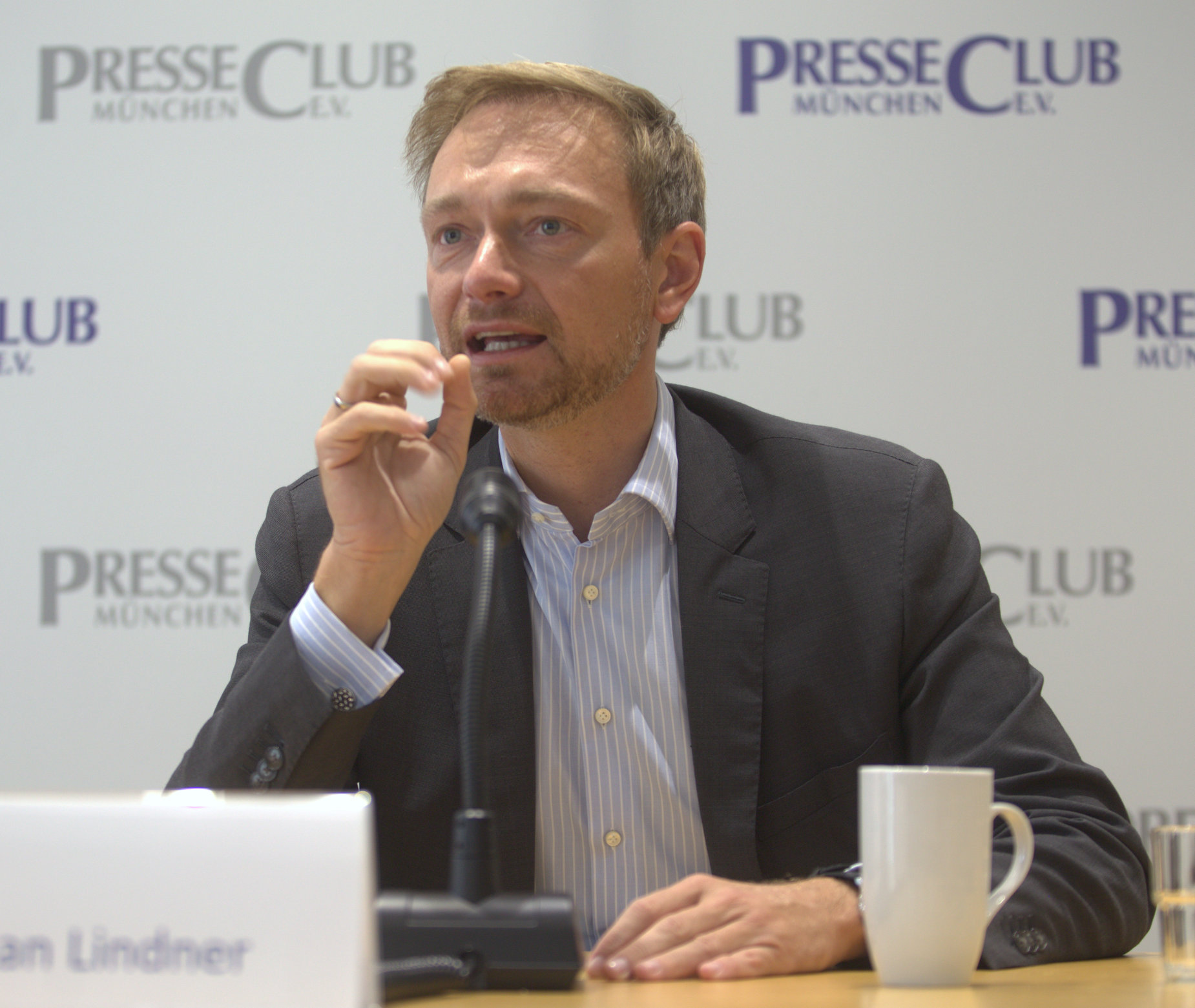
Christian Lindner, Bundesvorsitzender der Freien Demokratischen Partei (FDP, 2017)
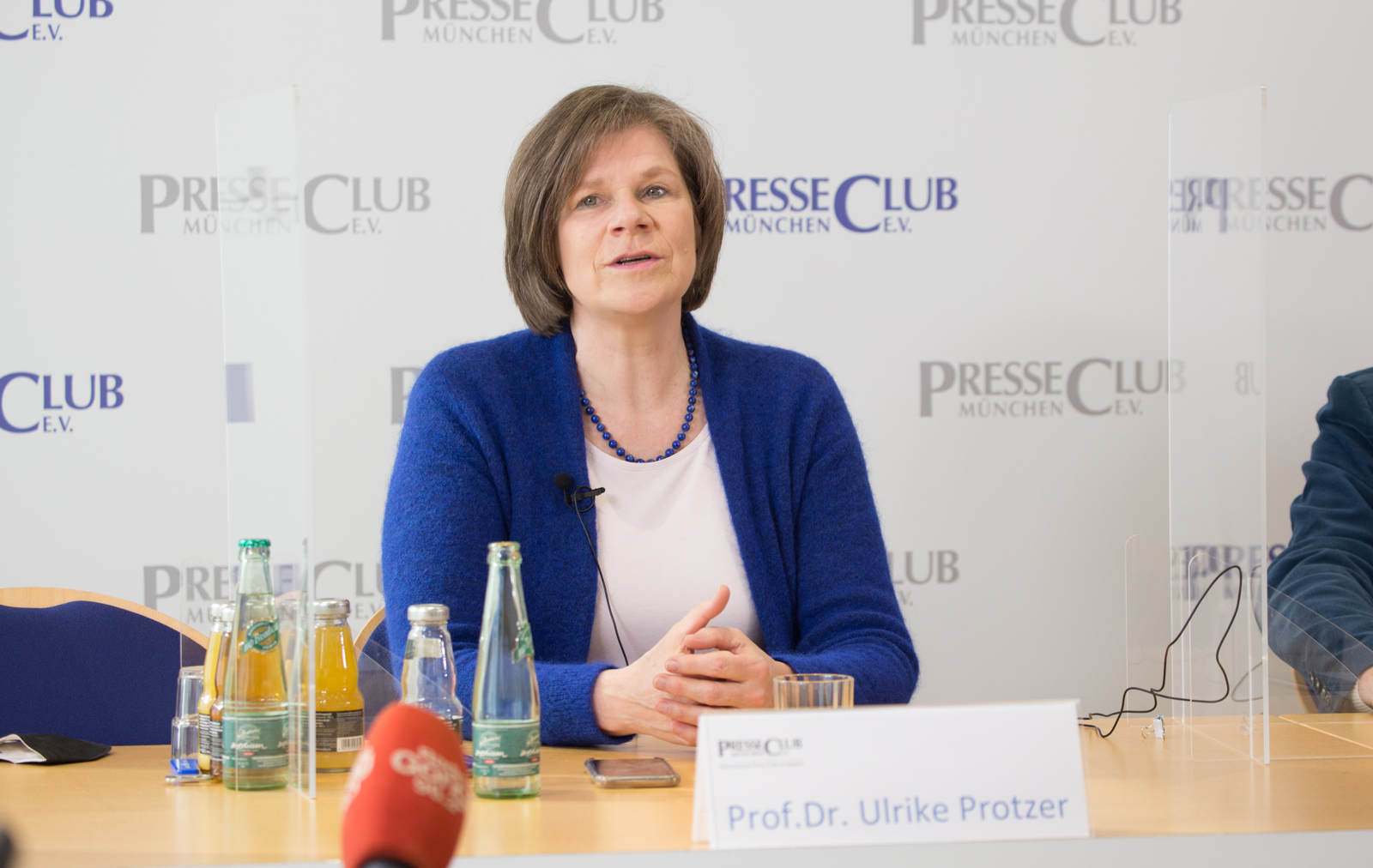
Ulrike Protzer, Virologin und Professorin am Lehrstuhl für Virologie an der Technischen Universität München (TUM, 2022)
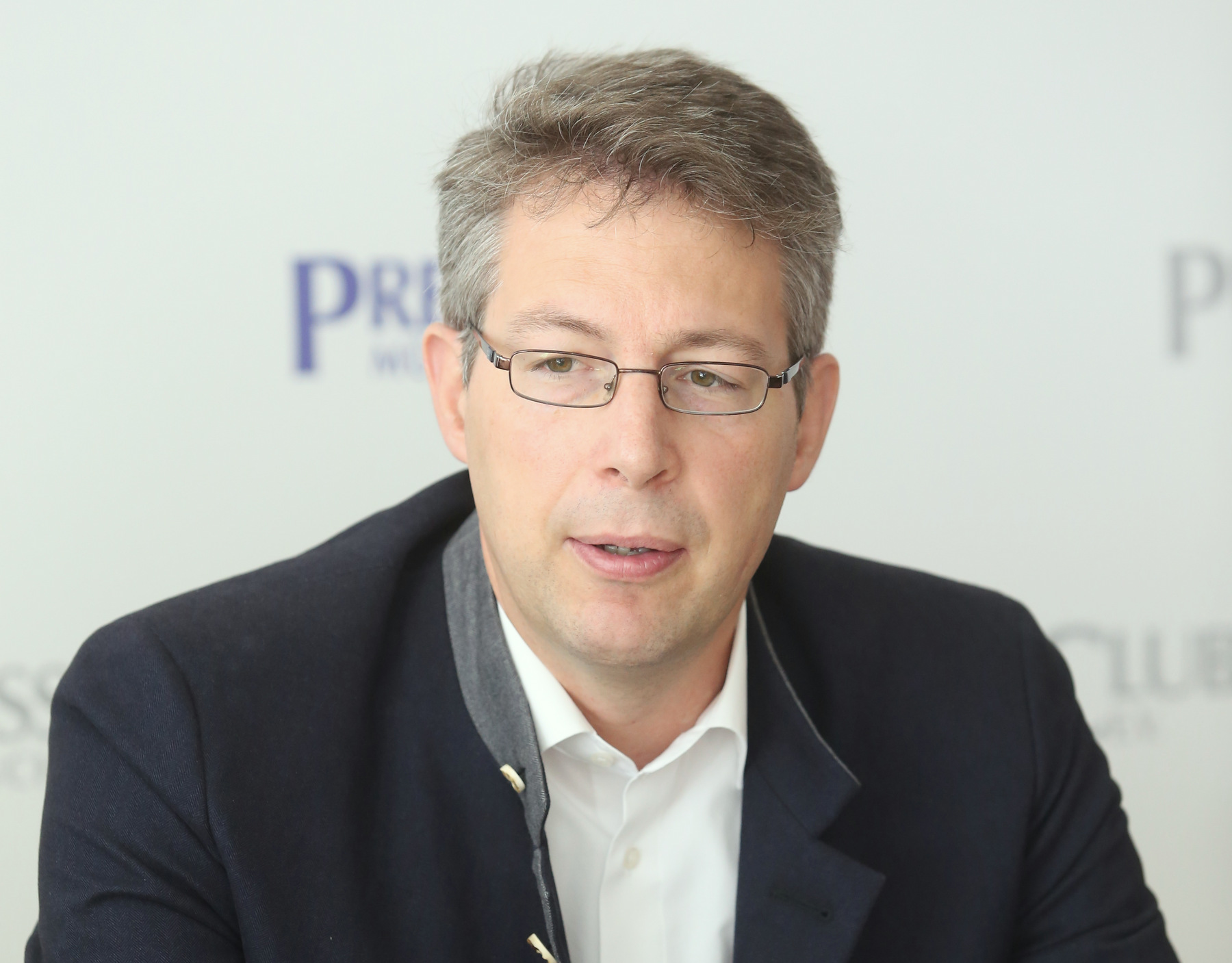
Markus Blume, Generalsekretär der CSU (2017).
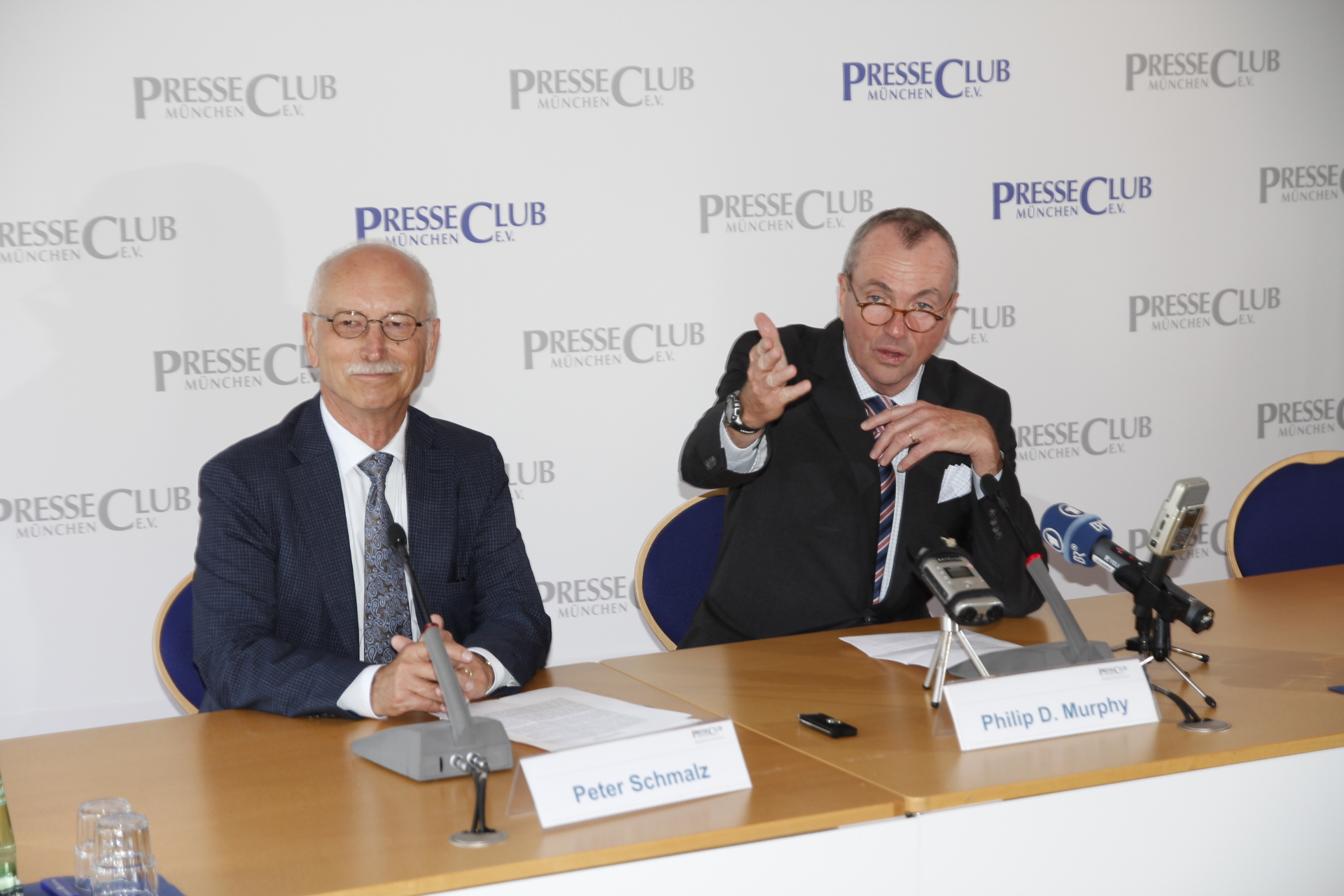
Peter Schmalz und US-Botschafter Phil Murphy (2013)

## Vorsitzende
Die Vorsitzenden sind dem Archiv des PresseClub-Magazins zu entnehmen.
| Amtsübernahme | Vorsitzende              |
| ------------- | ------------------------ |
| 1950          | Wilhelm Otto von Lossow* |
| 1951          | Alfred Vossius           |
| 1953          | Rudolf Heizler           |
| 1955          | Erich Helmensdorfer      |
| 1956          | Wilhelm Otto von Lossow  |
| 1958          | Rudolf Heizler           |
| 1960          | Franz Baumgärtner        |
| 1961          | Herwig Weber             |
| 1969          | Georg Wulffius           |
| 1992          | Norbert Matern*          |
| 2008          | Ruthart Tresselt*        |
| 2016          | Peter Schmalz*           |
| 2020          | Uwe Brückner             |

* Ehrenvorsitzender

## Lage und Räume

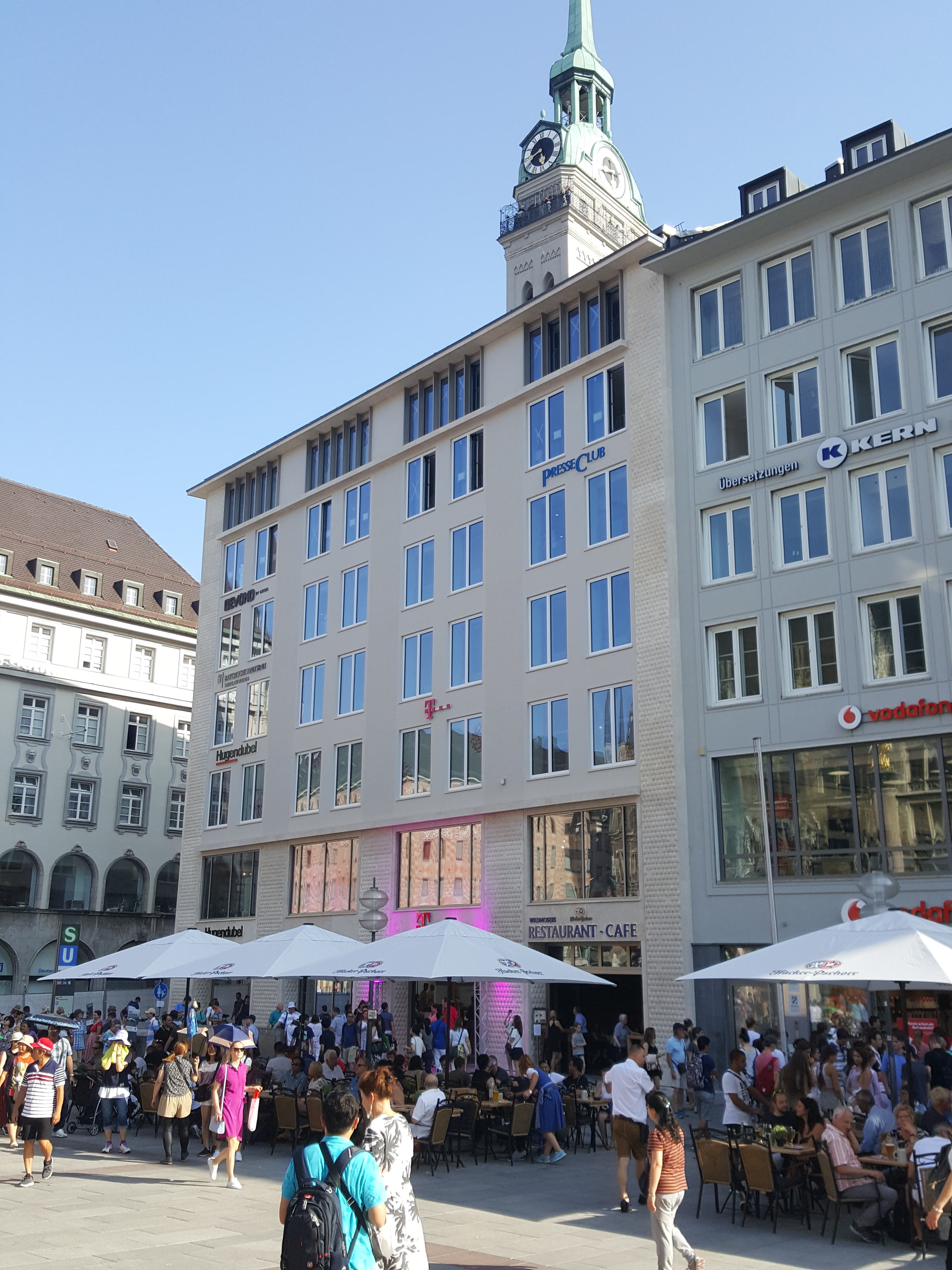
Im 4. Stock des Hugendubel-Hauses residiert der PresseClub München. Im Hintergrund der „Alte Peter“. Weitere Mieter sind der Flagship-Store der Deutschen Telekom, Wildmosers Restaurant-Cafe (1857 Geburtsstunde der Münchner Weißwurst) und das Hotel Beyond.

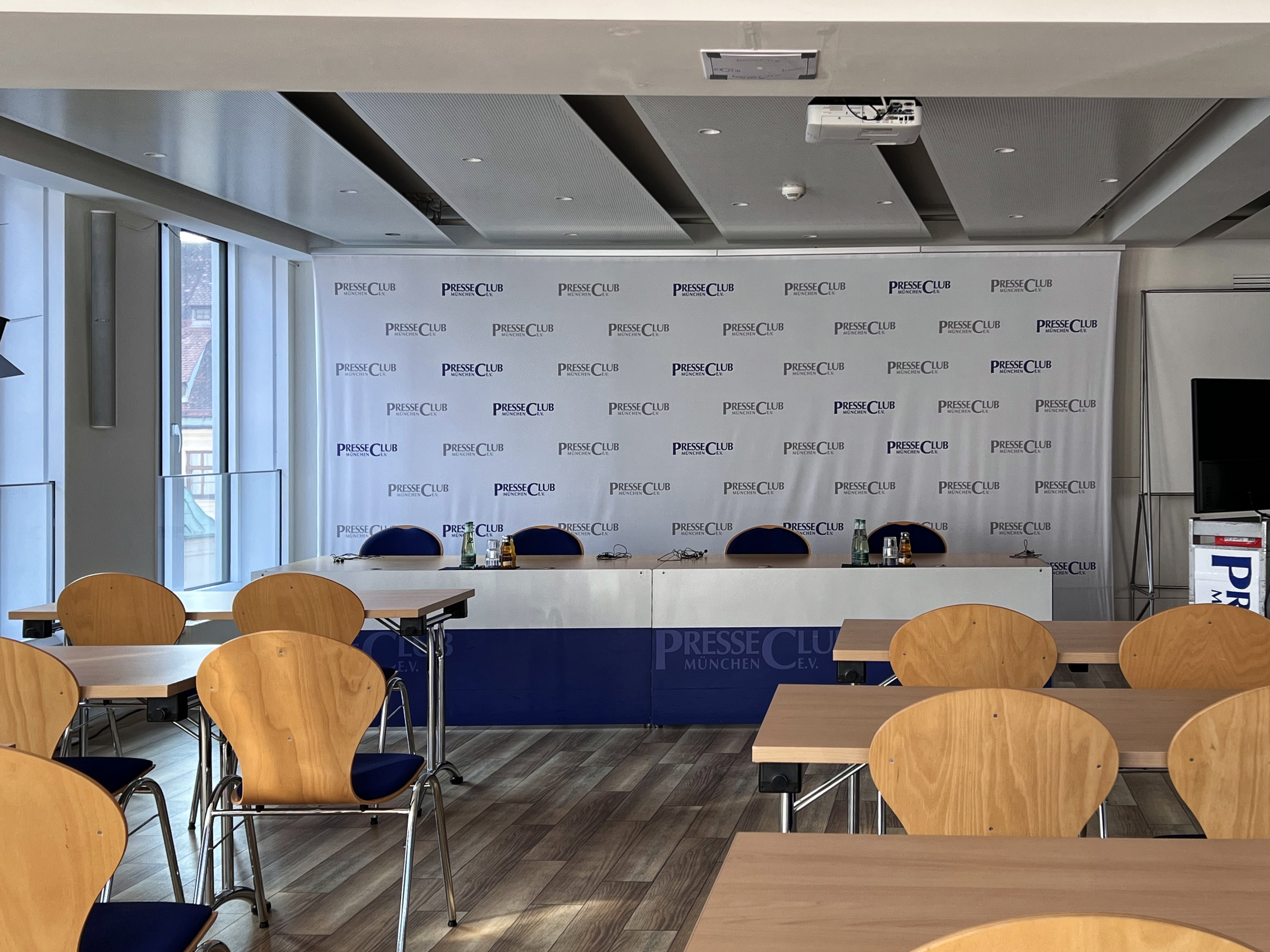
Konferenzraum des PresseClubs.

Der PresseClub München residiert zur Miete in Räumlichkeiten am Münchner Marienplatz, dem Hugendubel-Haus, unmittelbar gegenüber dem Neuen Rathaus. Es gehört der Bayerischen Hausbau, einem Unternehmen der Schörghuber Unternehmensgruppe, die 1979 die Hacker-Pschorr Bräu AG erwarb und damit das Gebäude am Marienplatz. Die Räumlichkeiten sind gewissermaßen „Logenplätze“, um etwa die Siegesfeiern des FC Bayern München am Balkon im 1. Stock des Rathauses oder Veranstaltungen und Demonstrationen am Marienplatz mit bis zu 10.000 Teilnehmern zu beobachten. Neben der Panoramalounge verfügen die Räumlichkeiten über einen Konferenzraum mit Platz für bis zu 100 Personen, Büroräume der Geschäftsstelle sowie einen kleineren Raum für Interviews.

## PresseClub-Magazin
Das einmal jährlich erscheinende PresseClub-Magazin ist Medienmagazin, Mitgliederzeitschrift und Fachpublikation. Es erscheint in einer Auflage von 5000 Exemplaren.

## Herwig-Weber-Preis
Im Februar 1969 starb Herwig Weber, Münchner Korrespondent der Frankfurter Allgemeinen Zeitung und Vorsitzender des PresseClubs München seit 1961. Zu seinem Gedenken verleiht der PresseClub einen Preis für „hervorragende journalistische Arbeiten“. Er ist mit 8000 Euro in drei Kategorien (4000, 2500 und 1500 Euro) dotiert. Alle bisherigen Preisträger seit 1973 sind abrufbar. Seit 2007 wird der Preis alle drei Jahre zusammen mit dem Publizistikpreis der Landeshauptstadt München verliehen.

## Kooperationen
Der PresseClub München kooperiert mit den bayerischen Presseclubs in Augsburg, Ingolstadt, Nürnberg, Regensburg und Würzburg, sowie dem Deutschen Presseclub, dem Bremer Presse-Club, dem Wiener Presseclub Concordia, dem Presseclub Darmstadt und zahlreichen internationalen Pressevereinigungen. Er ist Gründungsmitglied des Forums Deutscher Presseclubs.

## 75-jähriges Jubiläum
Am 16. März 2025 feierte der Presseclub die Gründung vor 75 Jahren. Aus diesem Anlass erfolgte am 3. April 2025 ein Staatsempfang im Kaisersaal der Münchner Residenz durch den Bayerischen Staatsminister für Bundesangelegenheiten und Medien, Florian Herrmann, zu dem Mitglieder und Gäste des Internationalen Presseclubs München geladen waren. Grußworte sprachen Helmut Markwort und Charlotte Knobloch, die während des Festakts durch den Vorsitzenden Uwe Brückner mit der Ehrenmitgliedschaft des Presseclubs geehrt wurde.

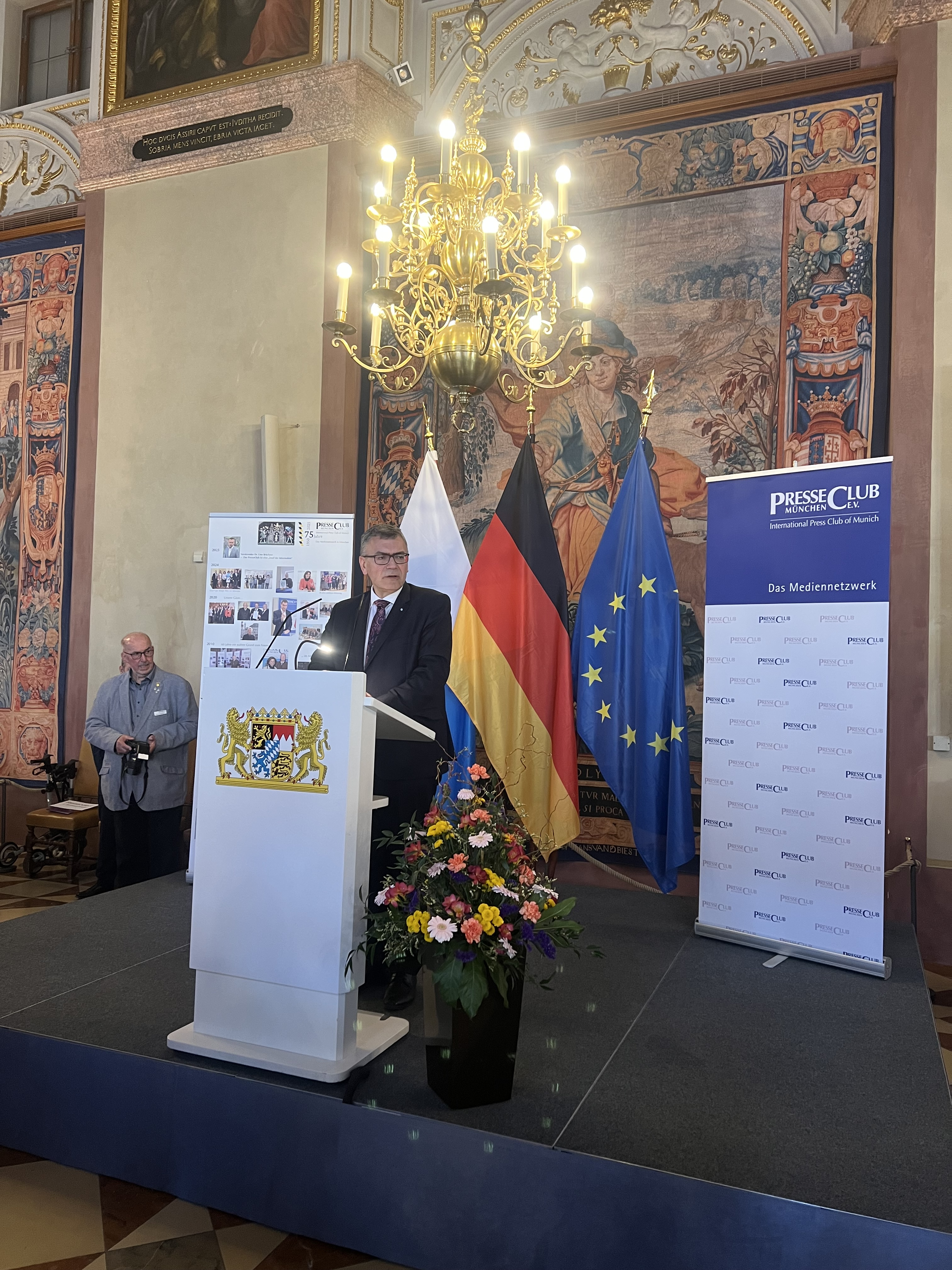
Florian Herrmann
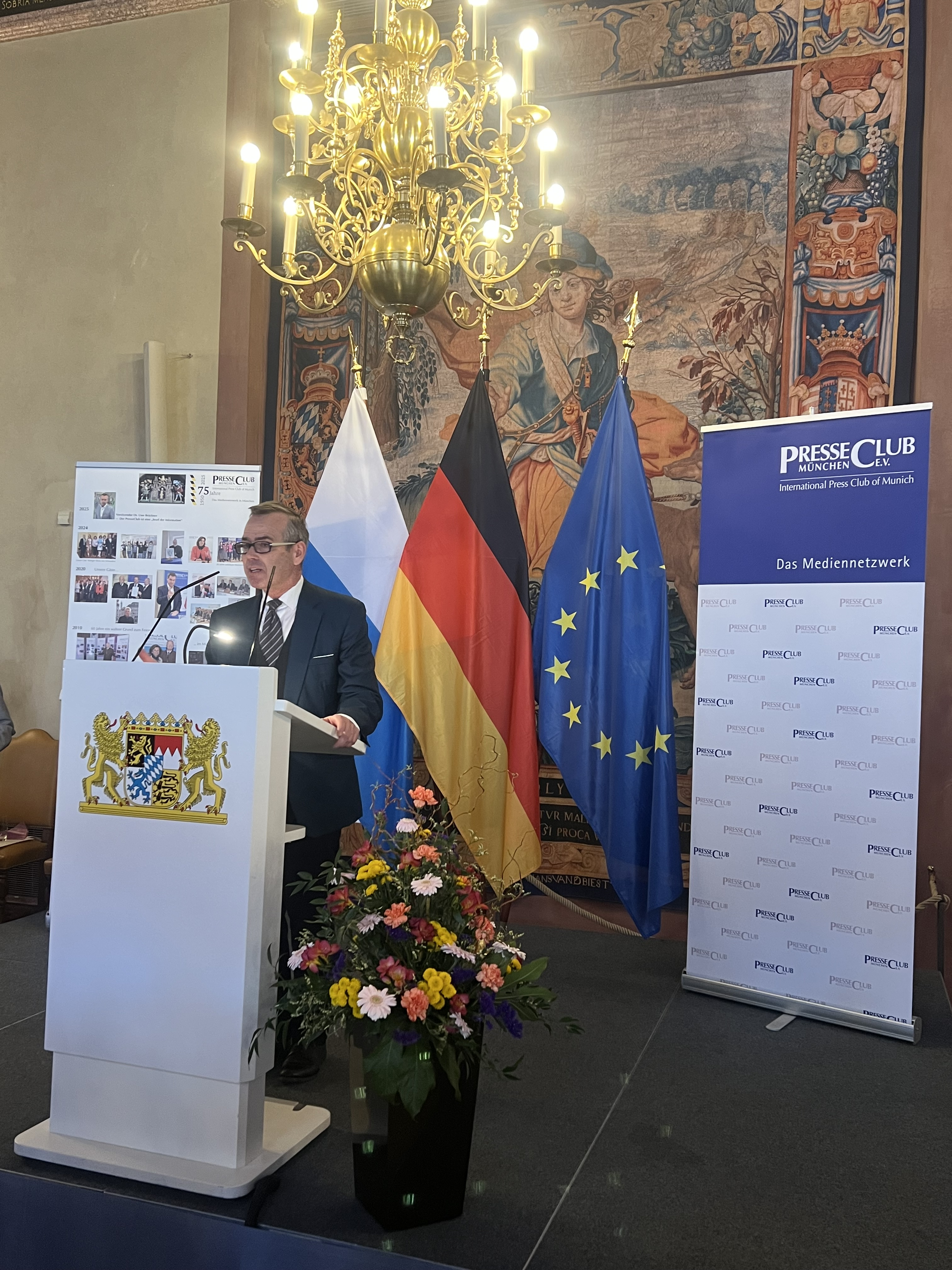
Uwe Brückner
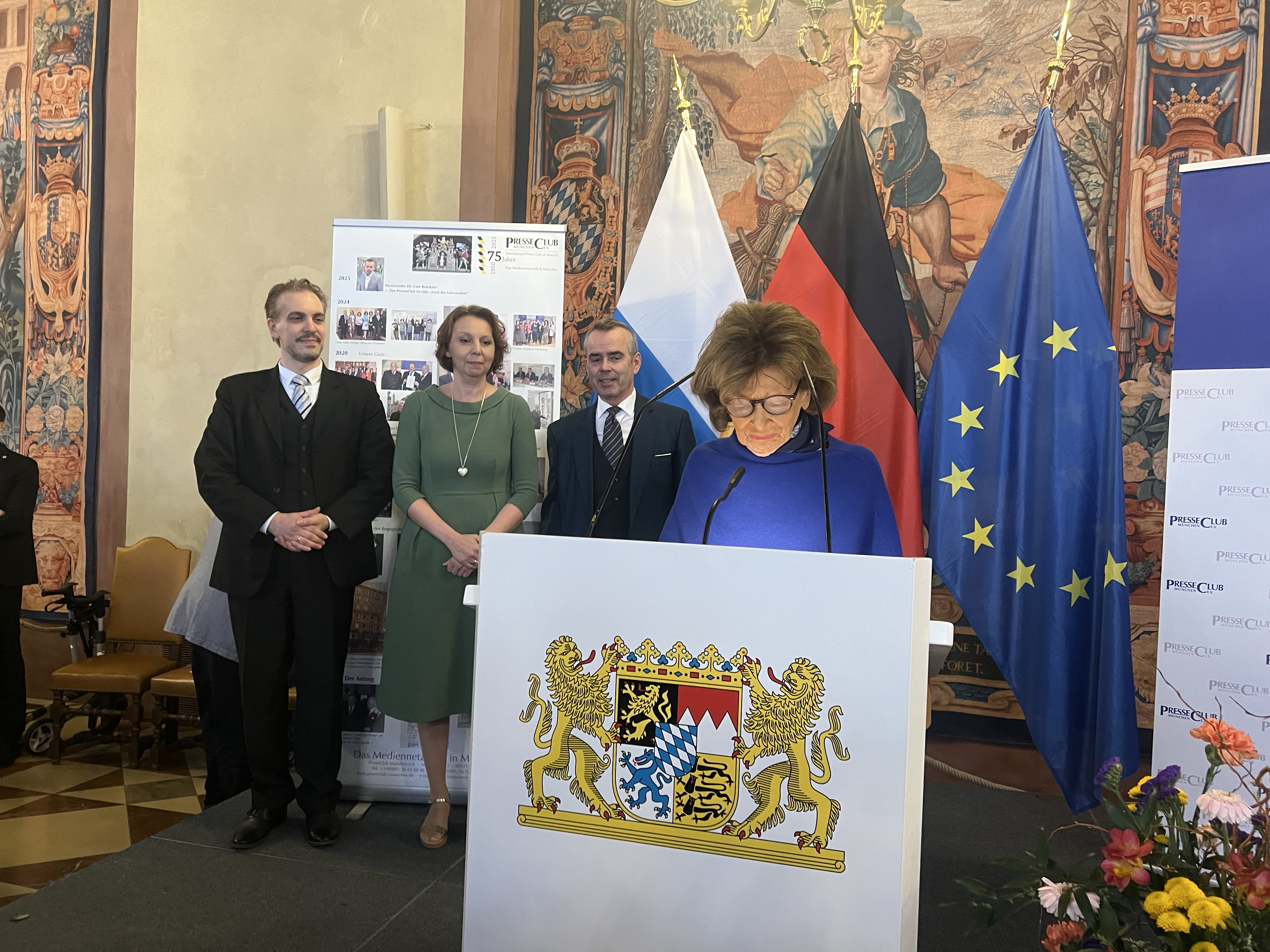
Charlotte Knobloch; im Hintergrund der Vorstand Uwe Brückner, Nelli Hennig und Maximilian von Rossek.
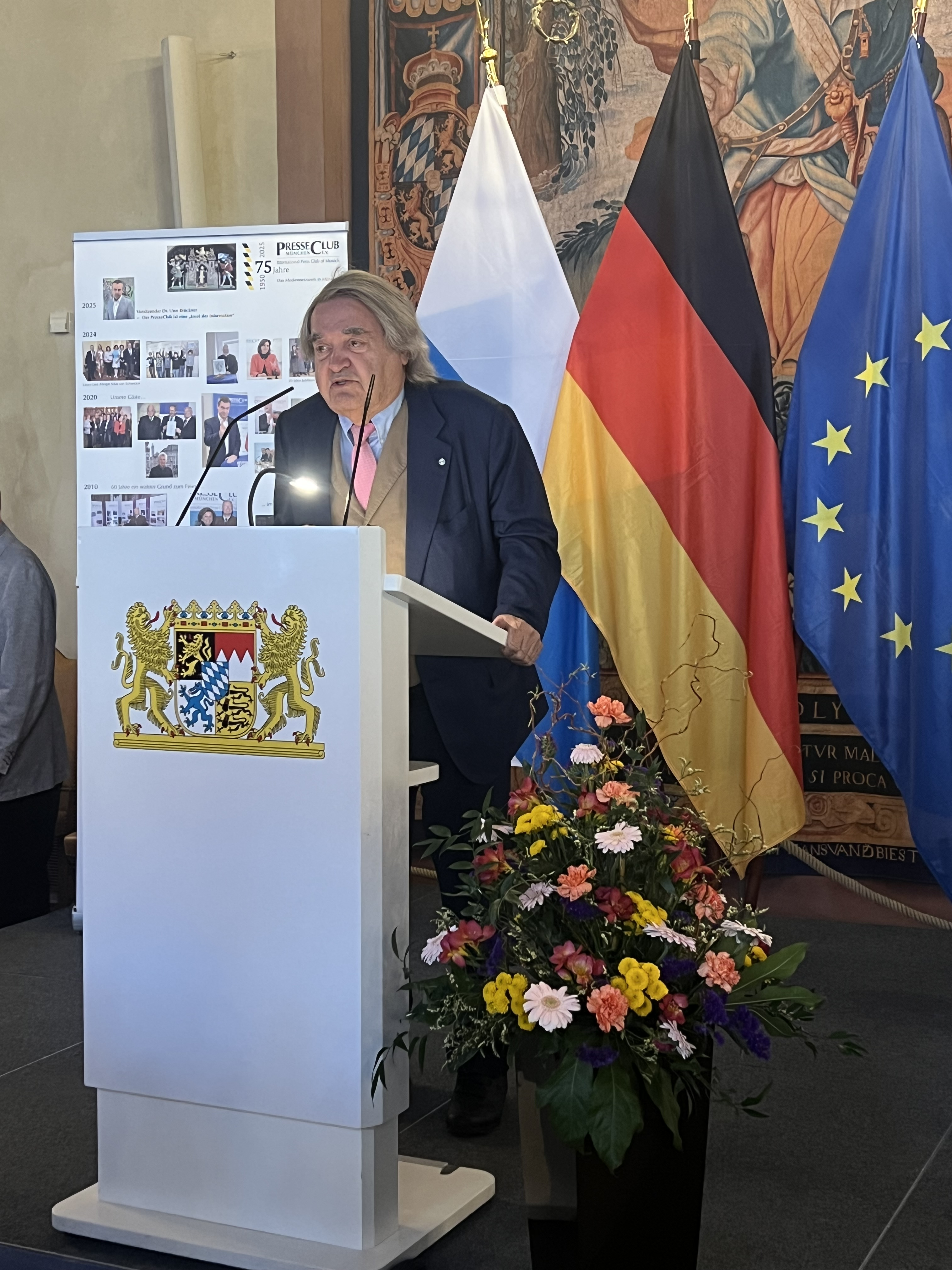
Helmut Markwort
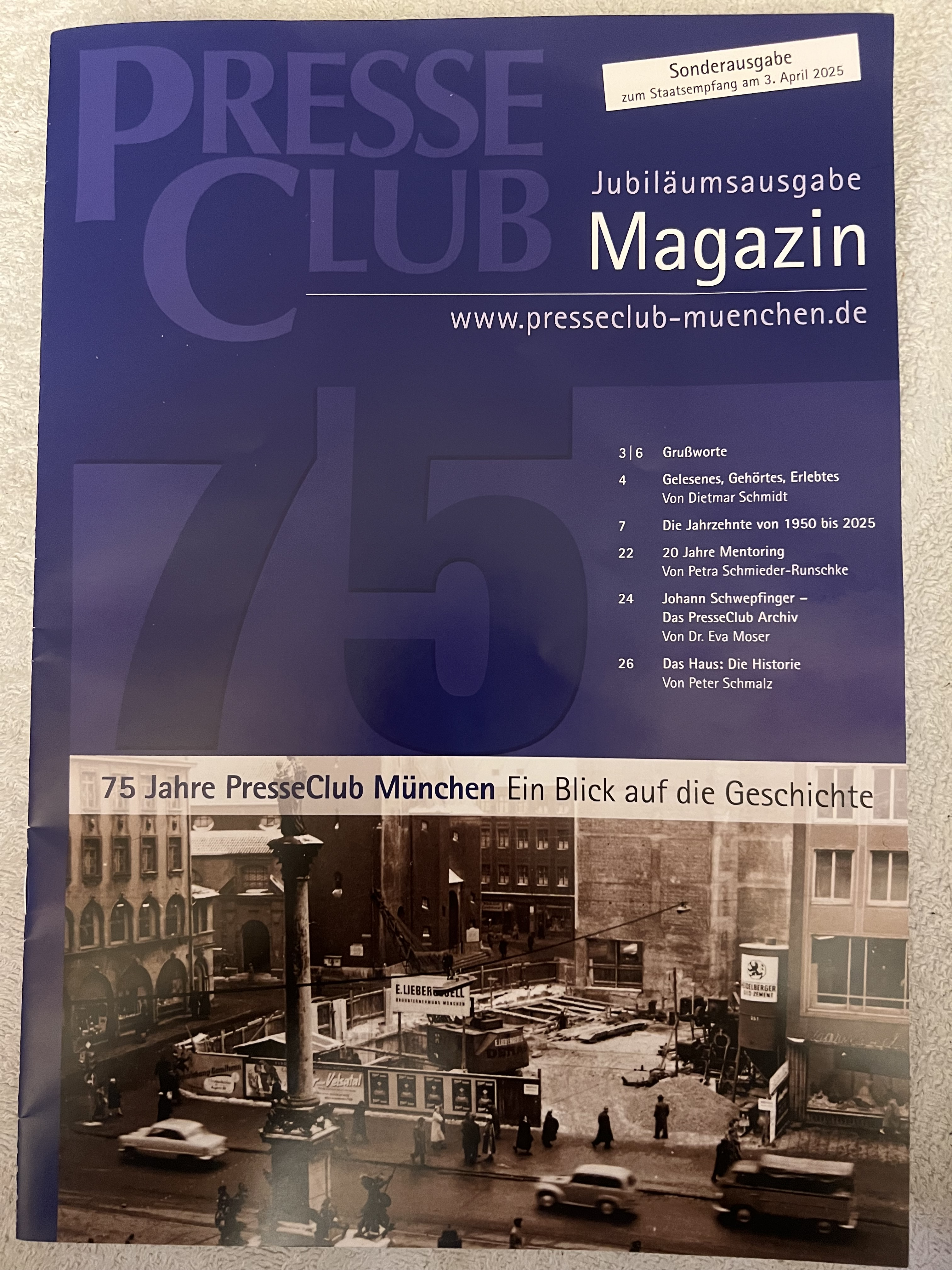
Festschrift